# Discografia de Mara Maravilha
Mara Maravilha tem mais de 40 anos de carreira como cantora e mais de 30 álbuns lançados, sendo alguns do meio secular (Música infantil e Música pop)  e outros do segmento gospel (Música cristã contemporânea). Já lançou 57 singles e tem cerca de 8 milhões de discos vendidos em toda a carreira.
Sua carreira musical teve início com o álbum lançado em 1982, quando ela tinha apenas 14 anos de idade. O disco trazia um estilo pop mais romântico. Quando estreou como apresentadora no ‘Show Maravilha’ no SBT em 1987, Mara seguiu os passos das concorrentes e logo desenvolveu uma carreira musical mais voltada ao público infantil.
No entanto, a cantora decidiu mudar o foco de sua carreira de uma vez por todas e de maneira impressionante no final dos anos 90, depois de uma depressão após uma temporada como apresentadora infantil na Argentina. Ao retornar ao Brasil, ela passou a frequentar uma igreja evangélica, passando a lançar álbuns a esse novo público desde então.

## Álbuns

### Secular
| Ano  | Título                     | Certificação | Vendas    |
| ---- | -------------------------- | ------------ | --------- |
| 1983 | Se Você Fosse Esperto      | —            |           |
| 1984 | Chega, Stop, Pare Com Isso | —            |           |
| 1987 | Maravilha                  | —            | 500.000   |
| 1988 | Mundo Maravilha            | —            | 500.000   |
| 1989 | Mara                       | —            | 500.000   |
| 1990 | Deixa a Vida Rolar         | —            | 1.200.000 |
| 1991 | Curumim                    | : Ouro       | 250.000   |
| 1993 | Importante é Ser Feliz     | : Ouro       | 150.000   |

### Gospel
| Ano  | Título             | Certificação | Vendas  |
| ---- | ------------------ | ------------ | ------- |
| 1998 | Abra seu Coração   | —            | 250.000 |
| 1999 | Coração Iluminado  | —            |         |
| 2001 | Deus de Maravilhas | : PMB: Ouro  | 100.000 |
| 2003 | Feliz pra Valer    | —            |         |
| 2005 | Joia Rara (álbum)  | : PMB: Ouro  | 50.000  |
| 2006 | Romântica          | : PMB: Ouro  | 50.000  |
| 2007 | Importante É Amar  | —            |         |